# フィリップ・ゲリエ

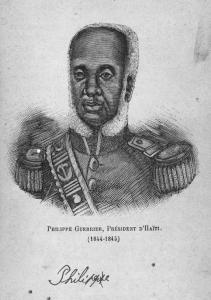
フィリップ・ゲリエ

フィリップ・ゲリエ将軍 (Philippe Guerrier, 1773年12月19日 - 1845年4月15日) はハイチの軍人、政治家。1844年5月3日70歳でハイチの大統領に就任し、1845年4月15日在任中に亡くなった。
グラン・リヴィエル・ドュ・ノール出身。ハイチ革命、特にヴェルティエルの戦いにおいて功績があり、アンリ1世から世襲のラヴァンセ公爵の位を授かった。革命後は退役し農園を営んでいた。
1844年ピケと呼ばれた南部の農民反乱が拡大し元将校のルイ・ジャン＝ジャック・アカオーに率いられるようになった。彼らは政府の権力をムラートから黒人に戻すことを望み、リヴィエル＝エラールに代えて高齢の黒人退役将軍であるフィリップ・ゲリエを大統領に選んだ。ゲリエは在職11ヶ月で亡くなった。
| 先代 シャルル・リヴィエル＝エラール | ハイチの大統領 1844年 - 1845年 | 次代 ジャン＝ルイ・ピエロ |